# Departamento de Mbacké
Mbacké es uno de los 45 departamentos de Senegal. Forma parte de la región de Diourbel. Su capital es Mbacké. Fue creado por decreto del 21 de febrero de 2002. En ese momento su población era de 710.342 habitantes.

## Historia
El Departamento de Mbacké fue creado por decreto del 21 de febrero de 2002, cuando se reestrucutró la organización territorial de Senegal. Su capital es la ciudad de Mbacké, fundada en el siglo XIX por Maharam Mbacké.

## Distritos
El Departamento de Mbacké se divide en tres distritos, además de una comuna en la que se encuentra la capital del departamento, Mbacké.
- Distrito de Kael
- Distrito de Ndame
- Distrito de Taif

## Demografía
En el censo de 2002 la población era de 593.543 habitantes. En el año 2005 estaban censadas en el departamento 710.342 personas.